# 黄河迎宾馆站
黄河迎宾馆站是郑州地铁2号线与7号线的地铁換乘站，位于中华人民共和国河南省郑州市惠济区开元路与文化北路交叉口，2号线车站于2019年12月28日随郑州地铁2号线二期工程开通运营而启用，7号线车站于2024年12月29日投入服务。

## 车站结构
黄河迎宾馆站分为2号线车站和7号线车站两部分。2号线车站主体位于文化北路与开元路交叉口地下，沿开元路呈东西向布置；7号线车站主体位于2号线车站北侧的文化北路地下，沿文化北路呈南北向布置，与2号线车站形成“T”形交叉。

### 车站楼层
黄河迎宾馆站2号线车站的主体结构为地下二层车站，B1层为站厅，B2层为2号线站台层。7号线车站的主体结构为地下三层车站，B1层为站厅，B2层为设备层，B3层7号线站台层。

#### 2号线车站楼层
| 1F  | 地面     | A-C、K出入口                                                      | A-C、K出入口                                                      | A-C、K出入口                                                      |
| B1F | 站厅     | 客服中心、自动售票机、行李检查、闸机、车站控制室 连通 █ 7号线站厅 | 客服中心、自动售票机、行李检查、闸机、车站控制室 连通 █ 7号线站厅 | 客服中心、自动售票机、行李检查、闸机、车站控制室 连通 █ 7号线站厅 |
| B2F | █ 2号线  | 往贾河方向 （毛庄）                                               | 往贾河方向 （毛庄）                                               | 往贾河方向 （毛庄）                                               |
| B2F | 岛式站台 | 卫生间                                                            | 至站厅 至 █ 7号线站台                                             |                                                                   |
| B2F | █ 2号线  | 往南四环/城郊线郑州航空港站方向 （金洼）                          | 往南四环/城郊线郑州航空港站方向 （金洼）                          | 往南四环/城郊线郑州航空港站方向 （金洼）                          |

#### 7号线车站楼层
| 1F  | 地面     | G、H出入口                                                                        | G、H出入口                                                                        | G、H出入口                                                                        |
| B1F | 站厅     | 客服中心、自动售票机、行李检查、闸机、车站控制室、卫生间、母婴室 连通 █ 2号线站厅 | 客服中心、自动售票机、行李检查、闸机、车站控制室、卫生间、母婴室 连通 █ 2号线站厅 | 客服中心、自动售票机、行李检查、闸机、车站控制室、卫生间、母婴室 连通 █ 2号线站厅 |
| B2F | 设备层   | 车站设备                                                                          | 车站设备                                                                          | 车站设备                                                                          |
| B3F | █ 7号线  | 往东赵方向 （东赵）                                                               | 往东赵方向 （东赵）                                                               | 往东赵方向 （东赵）                                                               |
| B3F | 岛式站台 | 卫生间                                                                            | 至站厅                                                                            | 至 █ 2号线站台                                                                    |
| B3F | █ 7号线  | 往南岗刘方向 （北大学城）                                                         | 往南岗刘方向 （北大学城）                                                         | 往南岗刘方向 （北大学城）                                                         |

### 站厅
黄河迎宾馆站的2号线车站和7号线车站各设1座站厅，均位于B1层，各设有客服中心、自动售票机、行李检查、车站控制室等设施。站厅由闸机和栏杆分隔为付费区和非付费区，付费区位于2号线站厅北部和7号线站厅东部，7号线站厅的南端与2号线站厅的北侧连通，付费区和非付费区均互相连接。两座站厅的付费区内均设有自动扶梯、步梯和无障碍电梯，连接对应的站台。在7号线站厅非付费区临近H口通道处设有卫生间和母婴室。

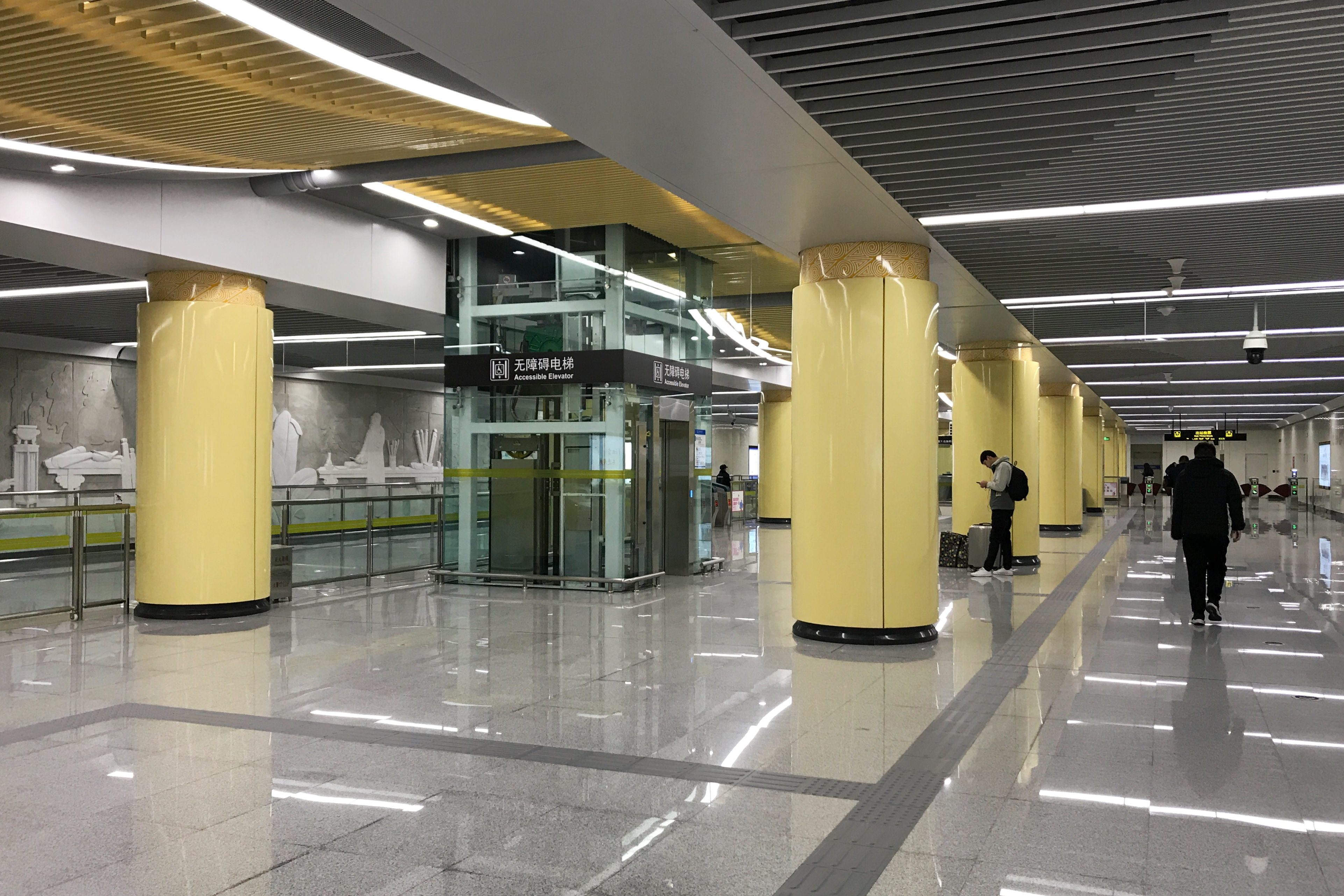
2号线站厅
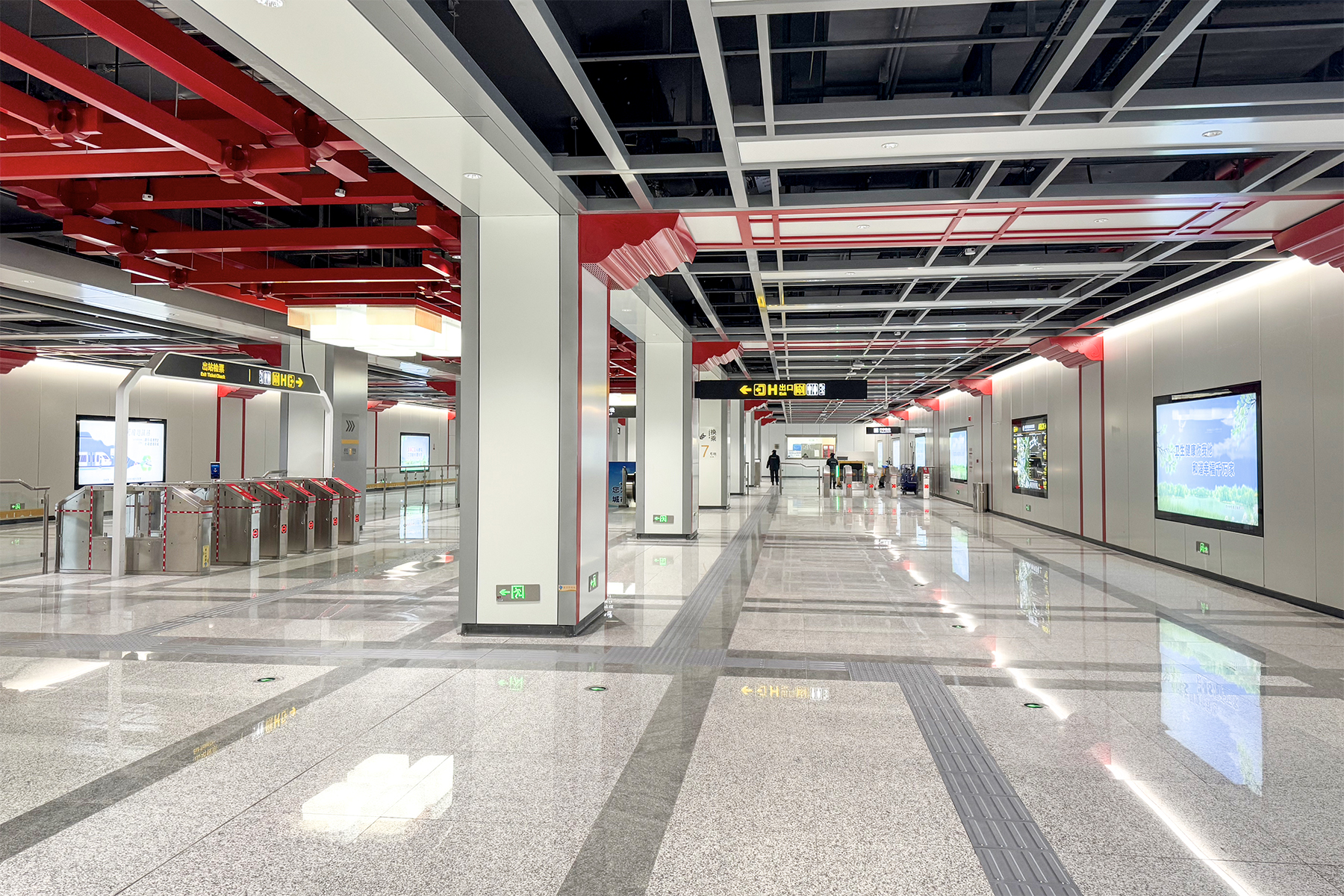
7号线站厅

### 站台
黄河迎宾馆站的2号线车站和7号线车站各设一座岛式站台，均安装有高站台门。2号线站台位于B2层，呈东西走向，南侧站台面由南四环/城郊线郑州航空港站方向的列车使用，北侧站台面由贾河方向的列车使用，在站台西端设有卫生间和母婴室。7号线站台位于B3层，呈南北向，西侧站台面由南岗刘方向列车的使用，东侧站台面由东赵方向的列车使用，在站台北端设卫生间和母婴室。2号线站台的中部设有换乘楼梯通道，连接7号线站台的南端，形成T形换乘节点。

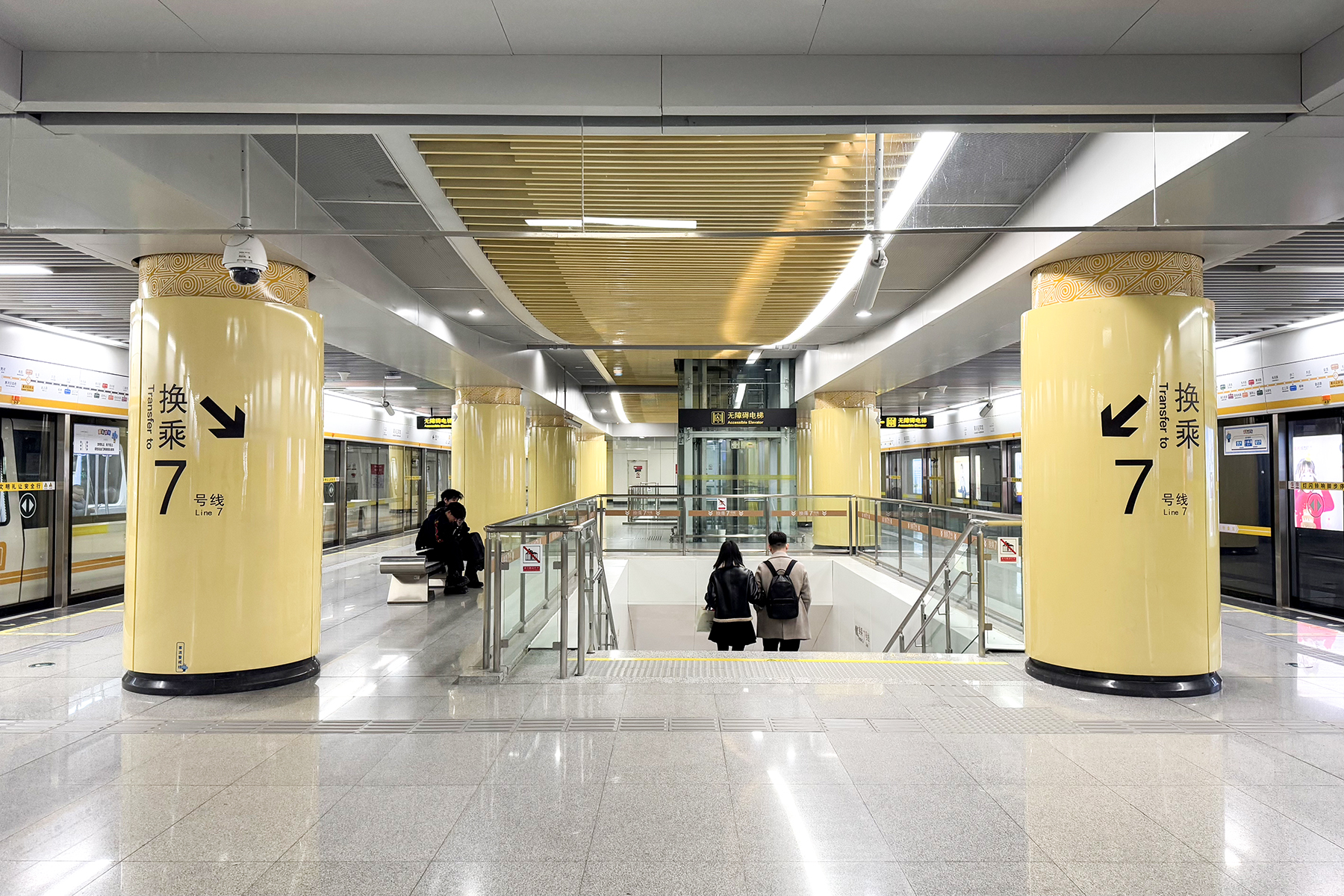
2号线站台中部的换乘节点
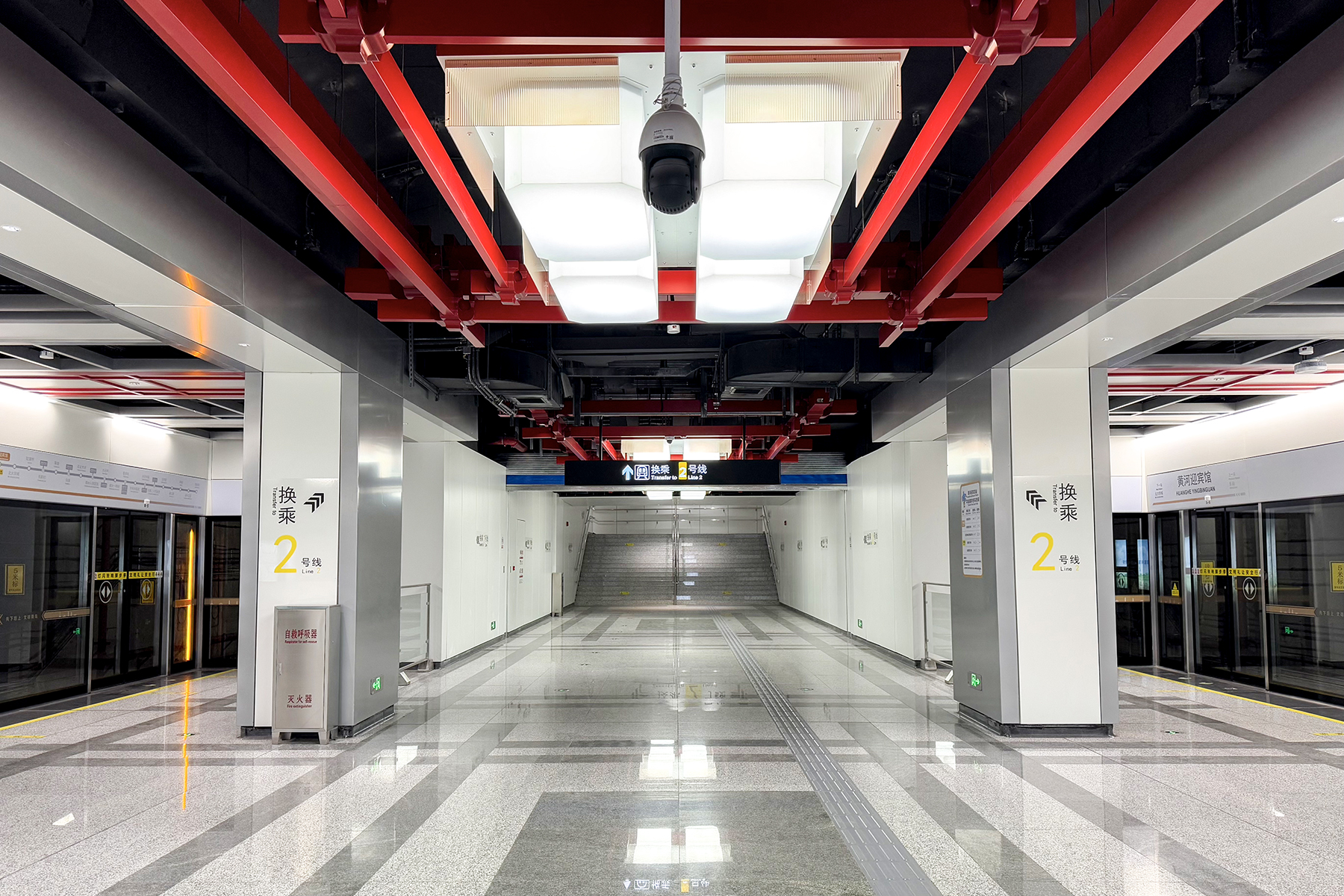
7号线站台南端的换乘节点

### 出入口
黄河迎宾馆站目前开通A、B、C、G、H、K共6个出入口。A、B、C、K口连接2号线站厅的非付费区，G、H口连接7号线站厅的非付费区。其中A、B、G、K口分别位于文化北路与开元路交叉路口的东南、西南、西北、东北四角，C口和H口则分别位于路口以西的开元路南北两侧。B、H、K三个出入口设有无障碍电梯。
该站已开通的各出入口信息如下表所示。
| 开元路文化路 | 开元路文化路          | 开元路文化路 | 开元路文化路 | 开元路文化路 |
| 编号         | 路线                  | 路线         | 路线         | 备注         |
| ------------ | --------------------- | ------------ | ------------ | ------------ |
| 90           | 丰乐农庄.丰乐葵园景区 | ⇆            | 汽车客运北站 |              |

| 文化路开元路 | 文化路开元路     | 文化路开元路 | 文化路开元路 | 文化路开元路 |
| 编号         | 路线             | 路线         | 路线         | 备注         |
| ------------ | ---------------- | ------------ | ------------ | ------------ |
| 6            | 东赵公交站       | ⇆            | 火车站北港湾 |              |
| G62          | 东赵公交站       | ⇆            | 环翠路公交站 |              |
| 723          | 郑州四禾美术学校 | ⇆            | 文化路英才街 |              |
| B52          | 天山路公交站     | ⇆            | 农科路经三路 | 原92路       |
| Y6           | 东赵公交站       | ⇆            | 火车站北港湾 | 夜间服务     |

| 开元路文化路 | 开元路文化路     | 开元路文化路 | 开元路文化路 | 开元路文化路 |
| 编号         | 路线             | 路线         | 路线         | 备注         |
| ------------ | ---------------- | ------------ | ------------ | ------------ |
| 197          | 岗李公交站       | ⇆            | 汽车客运北站 |              |
| 723          | 郑州四禾美术学校 | ⇆            | 文化路英才街 |              |
| B52          | 天山路公交站     | ⇆            | 农科路经三路 | 原92路       |

| 黄河迎宾馆地铁H口 | 黄河迎宾馆地铁H口 | 黄河迎宾馆地铁H口 | 黄河迎宾馆地铁H口   | 黄河迎宾馆地铁H口 |
| 编号              | 路线              | 路线              | 路线                | 备注              |
| ----------------- | ----------------- | ----------------- | ------------------- | ----------------- |
| S339              | 碧源月湖景园社区  | ⇆                 | 黄河迎宾馆地铁站H口 |                   |

| 文化路开元路 | 文化路开元路 | 文化路开元路 | 文化路开元路 | 文化路开元路 |
| 编号         | 路线         | 路线         | 路线         | 备注         |
| ------------ | ------------ | ------------ | ------------ | ------------ |
| 6            | 东赵公交站   | ⇆            | 火车站北港湾 |              |
| G62          | 东赵公交站   | ⇆            | 环翠路公交站 |              |
| Y6           | 东赵公交站   | ⇆            | 火车站北港湾 | 夜间服务     |

## 车站装饰
黄河迎宾馆站为2号线二期工程的两座重点车站之一，2号线站厅内设有以“国画文化”为主题的文化墙，展现有周昉、吴道子、八大山人、张大千、齐白石等人的作品，涵盖了中国画的各类别及画法，同时亦展现有明清时期文人画家书房内的各种器具。7号线车站则以“会晤中原”为设计主题，以中式建筑构件为设计元素，空间整体做镂空处理。
与大多数郑州地铁车站一样，黄河迎宾馆站的站台上设有站名书法大字壁，其中2号线的站名由中国书法家协会名誉主席张海题写，7号线的站名由河南省书法家协会副主席米闹题写。

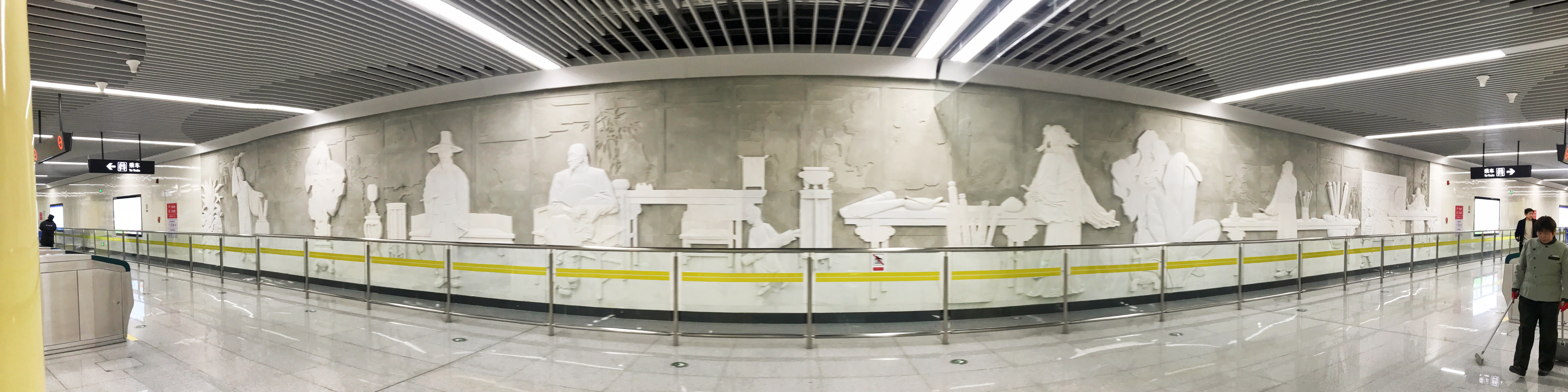
2号线站厅内的文化墙

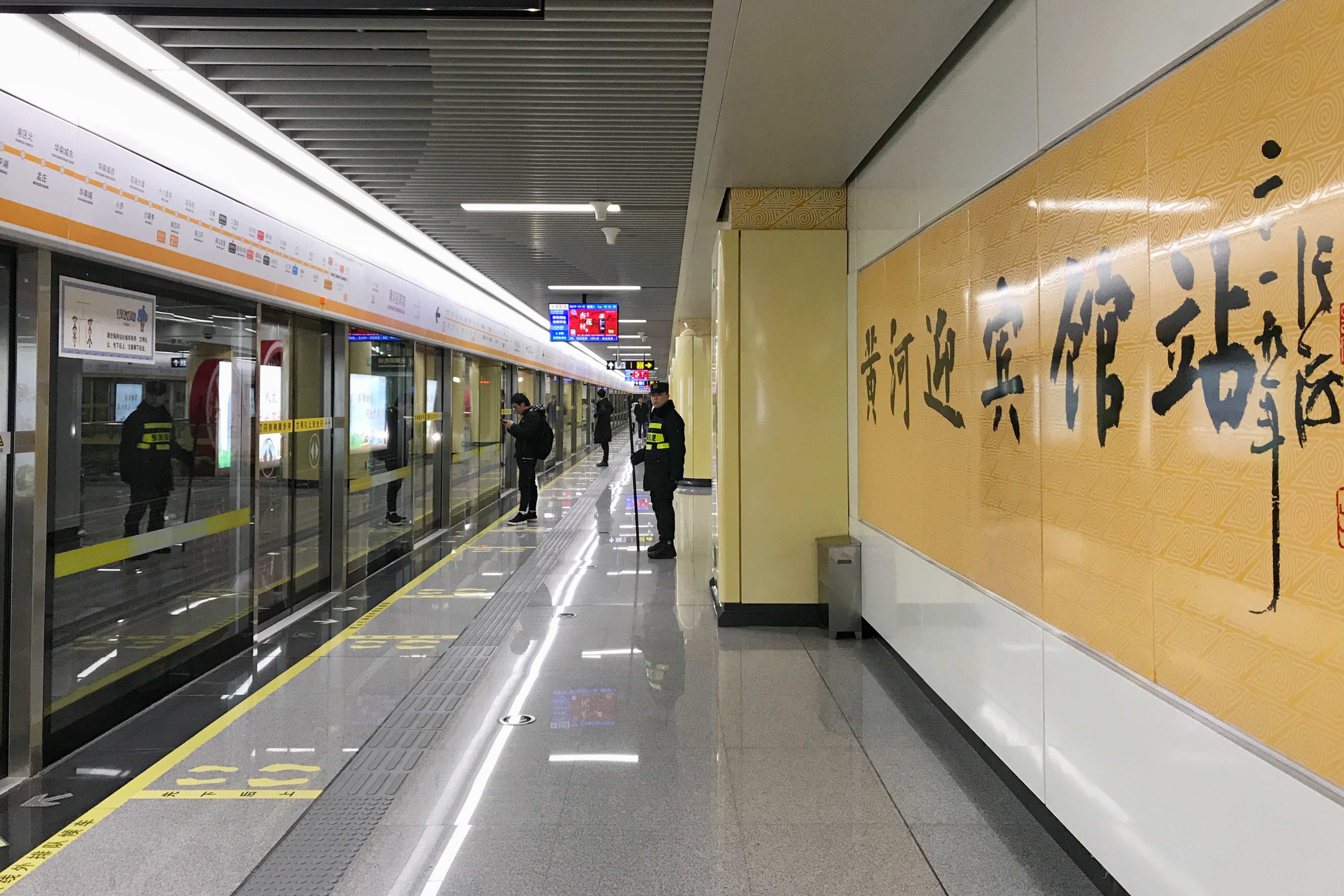
2号线站台上的站名大字壁
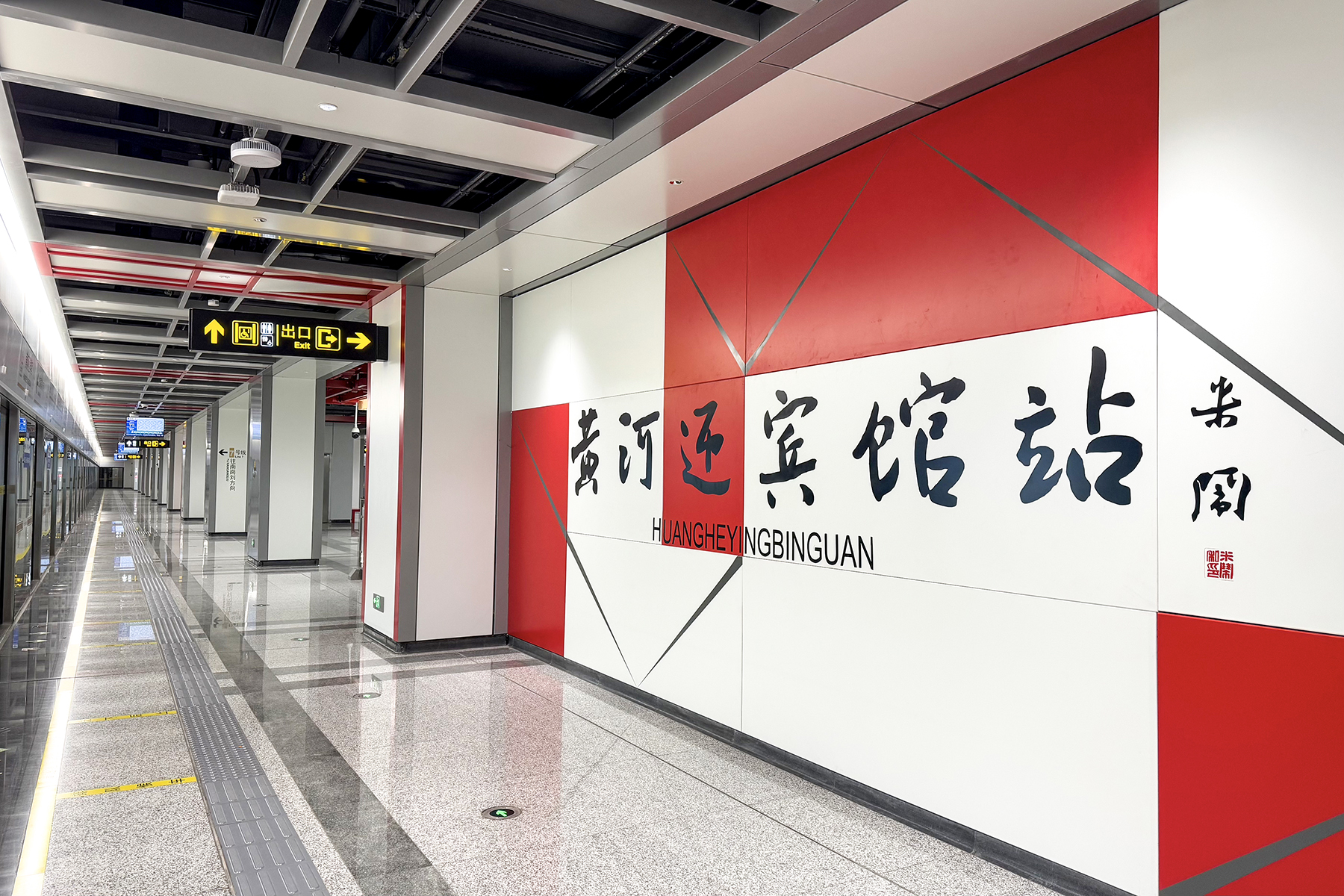
7号线站台上的站名大字壁